# Museion
Museion i Alexandria (oldgræsk: Μουσεῖον τῆς Ἀλεξανδρείας; latin: Musaeum Alexandrinum), som uden tvivl omfattede biblioteket i Alexandria, var en institution, der siges at være blevet grundlagt af Ptolemaios 1. Soter eller hans søn Ptolemaios 2. Filadelfos. Oprindeligt betød ordet museion ethvert sted, der var dedikeret til muserne, ofte relateret til studiet af musik eller poesi, men senere forbundet med læresteder såsom Platons akademi og Aristoteles' Lyceum.
Ptolemæerne etablerede efter sigende deres Museion og biblioteket med den hensigt at samle nogle af de bedste lærde i den hellenistiske verden og samle alle de bøger, der var kendt på det tidspunkt. Selvom det ikke indebar en samling af kunstværker, er ordet museion roden til den moderne brug af ordet museum.